# Phyllachora excelsior
Phyllachora excelsior är en svampart som beskrevs av Orton 1944. Phyllachora excelsior ingår i släktet Phyllachora och familjen Phyllachoraceae.   Inga underarter finns listade i Catalogue of Life.